# Villa des Dunes
La Villa des Dunes est une grande demeure sur la promenade de la Croisette, à Cannes.

## Historique
Elle est construite à partir de 1868 pour le compte de Charles Mallet, alors président de la Compagnie des chemins de fer de Paris à Lyon et à la Méditerranée (PLM), par l'architecte cannois Charles Baron.
Cette propriété a été détruite et lotie.
Ses habitants célèbres furent le roi Charles Ier de Wurtemberg, le prince Constantin Radziwill, la tsarine Marie Alexandrovna, épouse du tsar Alexandre II de Russie, d'Alexandre de Hesse puis Charles Baron. La propriété possédait un jardin d'agrément réputé. Paul Bourget, le romancier et académicien français y a également résidé à l'invitation de Marie Kann. Cette propriété a parfois été appelée le Chalet Suzie.

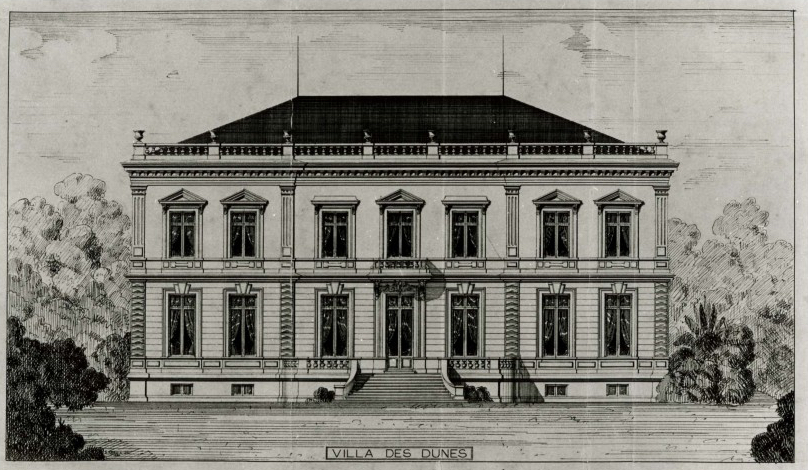